# هامر اتش بادج
هامر اتش بادج (بالإنجليزية: Hamer H. Budge)‏ (و. 1910 – 2003 م) هو سياسي، ومحام من الولايات المتحدة الأمريكية ولد في بوكاتيلو، أيداهو.
وهو عضو في الحزب الجمهوري .

## التعليم
تعلم في جامعة ستانفورد.